# Monte Costamezza
Il Monte Costamazza (400 m s.l.m.) è un rilievo più meridionale del comprensorio aurunco, che si trova nel territorio comunale di Formia in Provincia di Latina.